# Don Wollheim proponuje
Don Wollheim proponuje (ang. The Annual World’s Best SF) – seria antologii literatury science-fiction pod redakcją Donalda A. Wollheima, wydawana w USA od 1965 do 1990, a w Polsce w latach 80. XX wieku.
Polska edycja serii Don Wollheim proponuje wydawana była przez warszawskie wydawnictwo Alfa. Ukazało się w niej jedynie pięć tomów, obejmujących twórczość za lata 1984–1988, a wydanych w latach 1985–1989. Wybór za rok 1988 był ostatnim, jaki ukazał się w Polsce (w USA wydano jeszcze jeden w 1990, za rok 1989).

## Wydane w Polsce tomy

### Don Wollheim proponuje 1985
- Czynnik ludzki – Stephen R. Donaldson
- Kwarantanna – Connie Willis
- Medra – Tanith Lee
- NACIŚNIJ ENTER■ – John Varley (Nagroda Hugo za najlepsze opowiadanie 1985, Nagroda Nebula za najlepsze opowiadanie 1984)
- Niebezpieczny człowiek – John Dalmas(inne języki)
- Obcy, którzy wiedzą, znaczy, wszystko – George Alec Effinger
- Pamiętamy Babilon – Ian Watson
- Salwador – Lucius Shepard(inne języki)
- Więzy krwi – Octavia E. Butler (Nagroda Hugo za najlepszą nowelę 1985, Nagroda Nebula za najlepszą nowelę 1984)
- Wytrysk Gungi – Gary W. Shockley(inne języki)

### Don Wollheim proponuje 1986
- Bogowie Marsa – Michael Swanwick, Gardner Dozois, Jack Dann(inne języki)
- Fermi i mróz – Frederik Pohl (Nagroda Hugo za najlepszą miniaturę literacką 1986)
- Klątwa królów Kolchidy – Connie Willis
- Łowca jaguarów – Lucius Shepard(inne języki)
- Pajęczarka – Jayge Carr(inne języki)
- Pożeglować do Bizancjum – Robert Silverberg (Nagroda Nebula za najlepsze opowiadanie 1985)
- Stowarzyszenie sennej telewizji – Ian Watson
- Wrota Ziemi – J. Brian Clarke(inne języki)
- Wykopaliska – C.J. Cherryh
- Z Virgilem Oddumem na Biegunie Wschodnim – Harlan Ellison

### Don Wollheim proponuje 1987
- Chronoskoczek – Doris Egan(inne języki)
- Hej, zakwitła nam dębina – Suzette Haden Elgin(inne języki)
- Lwy śpią dziś w nocy – Howard Waldrop(inne języki)
- Przeciwko Babilonowi – Robert Silverberg
- Przepustka – Lucius Shepard(inne języki) (Nagroda Nebula za najlepsze opowiadanie 1986)
- Rozterka ładnego chłopca – Pat Cadigan
- Sen w butelce – Jerry Meredith, D.E. Smirl(inne języki)
- Sonet z Paradise – Damon Knight
- Wieczna marzłoć – Roger Zelazny (Nagroda Hugo za najlepszą nowelę 1987)
- Złota czarownica – Tanith Lee

### Don Wollheim proponuje 1988
- Ameryka – Orson Scott Card
- Anioł – Pat Cadigan
- Dinozaury – Walter Jon Williams
- Drugi Exodus – James Tiptree Jr.
- Łzy pośród deszczu – Tanith Lee
- Na zawsze twoja, Anna – Kate Wilhelm (Nagroda Nebula za najlepszą miniaturę literacką 1987)
- Opowieść łaskawcy – Robert Silverberg
- Słoneczny pająk – Lucius Shepard(inne języki)
- Wszystko przemija – Don Sakers(inne języki)
- Zakochana Rachela – Pat Murphy (Nagroda Nebula za najlepszą nowelę 1987)

### Don Wollheim proponuje 1989
- Brzoskwinie dla Szalonej Molly – Steven Gould
- Czekając na Olimpijczyków – Frederik Pohl
- Fale na Morzu Diraca – Geoffrey A. Landis(inne języki) (Nagroda Nebula za najlepszą miniaturę literacką 1989)
- Hound Dog – B.W. Clough(inne języki)
- Kociątko Schrödingera – George Alec Effinger (Nagroda Hugo za najlepszą nowelę 1989, Nagroda Nebula za najlepszą nowelę 1988)
- Madonna maszyny – Tanith Lee
- Muchy pamięci – Ian Watson
- Plaga hojności – David Brin
- Powierzchowność – Kristine Kathryn Rusch
- Szaman – John Shirley(inne języki)
- Wśród duchów – Jack L. Chalker